# NC 다이노스 홈구장 부지 선정 논란

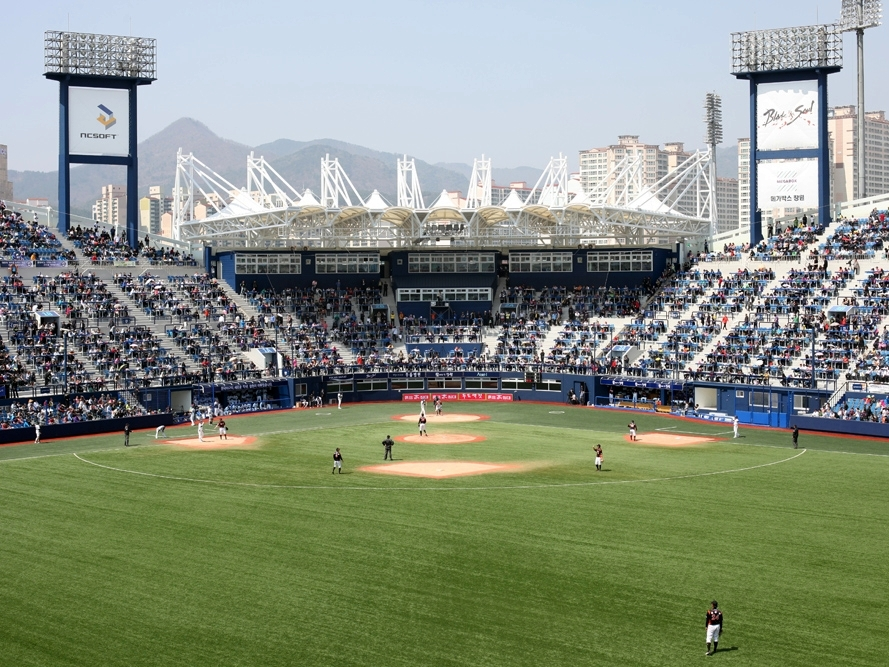
2012년부터 2018년까지 NC 다이노스의 홈구장으로 사용되고 있던 마산종합운동장 야구장

NC 다이노스 홈구장 부지 선정 논란은 한국프로야구에 참가하고 있는 NC 다이노스와 창원시가 홈구장 부지 선정으로 발생한 갈등에 관련된 사건이다.

## 배경
창원시청은 2011년 3월 신규구단 회원가입 신청서 제출 당시 전문가 및 시민의 다양한 여론수렴을 통한 최적의 입지를 선정할 것을 약속했고, 경제적 타당성 검토와 시민공청회 및 간담회 실시, 여론조사 실시 등의 과정을 거쳐 선정하겠다고 공식문서로 밝힌 바 있다. 하지만 새 야구장 입지 발표를 미루다가 2013년 1월 30일 야구장 부지를 진해 육군대학 부지로 선정한다고 발표하였다. 진해 육군대학 부지는 국방부 소유로 착공을 하려면 2016년 3월까지 신규야구장 건립이 사실상 불가하고, 2016년 3월까지 야구장을 완공하지 못하면 NC 다이노스는 구단 예치금 100억을 잃게 된다. 또한, 흥행실패 가능성으로 인해 구단운영에도 압박을 받을 수 있으며 경기 관람 환경 및 프로야구의 질적 하락으로 프로야구 전체 인기에 악영향을 미칠 수 있다. 따라서, KBO는 최악의 경우 NC 다이노스의 연고지를 이전할 수도 있다고 밝혔다. 한편 NC 다이노스는 진해로 가지 않고 임시 홈구장인 마산종합운동장 야구장에 남겠다고 발표하였다.

## 경과

### 2013년
2013년 2월 1일 창원시는 새 야구장 건립사업단'을 발족하였다. 2월 13일 안전행정부는 NC 구장 신축에 대해 문화체육관광부 측에 의견을 구하였고, 문화체육관광부는 "창원시가 야구장을 신축하려는 옛 진해육군대학 부지는 NC 다이노스와 한국야구위원회, 야구 팬들이 반대하는 장소다. 설득 과정을 거쳐 이 부지를 사용해도 된다는 합의를 한 뒤 재심사를 받으라"며 재검토 의견을 냈다.
2013년 3월 18일에는 안전행정부에서 창원시에 공문을 내려 "NC 다이노스의 신축구장 부지인 옛 진해 육군대학 터를 반대하는 시민사회와 야구계를 설득해 합의를 하라"며 지방재정중앙투융자심사 재검토 결정을 내렸다. 지방재정중앙투융자심사를 통과하지 못하면 국비가 지원되지 않기 때문에 1280억원에 달하는 야구장 신축비용을 창원시가 감당할 수 없고 따라서, 야구장 신축이 어려워 질 것이라는 전망이 있다. 한편, 창원시 측은 2011년 프로야구단 유치 과정에서 야구장 건설에 3000억까지 쓸 수 있다는 이야기를 흘리기도 했다. 2013년 4월 23일 KBO는 창원시에 신축구장 관련 정보공개 청구를 신청하였으나 5월 14일 창원시는 정보공개 청구를 거부하였다. 이에 KBO는 창원시의 정보공개 청구 거부에 대응하여 행정소송 및 부지 타당성 재조사 계획을 밝혔다. KBO는 타당성 재조사에서 옛 진해육군대학 부지가 부적합 판정을 받을 경우 창원시에 부지선정 재고를 요청하고, 이마저도 받아들어지지 않는다면 연고지 박탈을 고려하겠다고 밝혔다.
2013년 5월 30일 KBO는 창원시의 정보공개 청구 거부에 대응하여 행정소송을 제기하고 자체 입지선정 조사를 하는 결정을 한다. 같은 날 마산지역 시의원 16명은 진해 육군대학 부지의 야구장 건립을 전면 백지화하라는 성명을 발표하였으며, 6월 4일에 이번엔 진해지역 시의원들은 마산지역 시의원들의 기자회견에 반발하여 반박 성명을 발표하며 야구장 문제는 도리어 지역간의 갈등을 고조시키는 결과를 낳게되었다. 6월 10일에는 진해발전범시민추진위가 KBO를 항의 방문해 구본능 총재, 양해영 사무총장의 사퇴와 진해야구장 건설을 방해하지 말 것을 요구하였다. 6월 13일에는 창원시 진해구 풍호동에 해군관사 공사를 시작하였다. 창원시는 해군관사를 지어주는 대신에 여좌동 옛 육군대학 부지를 넘겨받는 협약을 맺었었다. 진해야구장 건설 관련 문제가 계속 논란이 되자 창원시장 박완수는 KBO에 대해 노골적인 불만을 나타내며 "KBO가 무슨 권한으로 입지 재조사 등을 말하는지 이해할 수 없고 특히 야구장을 짓고 안 짓고, 어디에 지을지 하는 권한은 창원시에 있다"며 "연고지를 박탈한다고 하면 대응 할 것이고 지금 야구장 입지에 대한 결정은 결코 변할 수 없다"라고 발언하였다.
갈등이 고조되는 가운데 2013년 7월 10일에는 안전행정부가 지난 3월 1280억 원 규모의 창원 프로야구 신규 야구장 건립사업과 관련 2차 지방재정투융자 심사에서도 재검토 결정을 내렸다. 인구 110만 명의 창원시의 규모에 비해 25,000석의 야구장 규모는 너무 크다는 것이 그 이유였다. 이에 창원시와 KBO는 7월 24일 오전 마산야구장에서 회의를 가졌으나 별다른 소득 없이 끝이났다. 8월 7일 KBO는 공문을 통해 "창원시가 약속한 내용(2만 5000석 신축 야구장)은 당시 KBO 이사회가 신생구단의 창단을 승인하게 된 가장 핵심적인 조건이었으며, KBO가 임의대로 변경할 수 없는 사항"이라면서도 "만약 창원시가 신축 야구장을 현재 추진 중인 육대부지가 아닌 구 창원시 또는 마산 지역에 건립할 수 있다는 전제를 두고 규모 축소를 제의한다면 KBO 이사회를 통해 신중하게 검토할 것"이라고 밝혔다. 즉, 진해 육군대학부지가 아니라 창원, 마산 지역에 야구장이 건설된다면, 야구장 규모를 축소를 검토할 수 있다라는 내용이었다. 8월 13일 박완수 창원시장은 정례브리핑에서 신규야구장의 규모를 18,000석으로 줄이기 위해 KBO와 NC 다이노스와 협의를 진행 중이라고 밝혔다. 하지만 NC 다이노스는 "구단은 이와 관련해서 임의대로 결정하기 어렵다. 구장 규모는 창단 승인 조건이었고 9개 구단 단장회의가 필요한 부분이다"라며 반박하였으며 KBO도 “현재 새야구장이 들어서는 진해지역에 대해 용역조사를 시행하고 있고 야구계와 타 구단들이 진해입지를 동의하고 있지 않은 가운데 규모 축소를 논의하는 것은 논리에 맞지 않다”고 밝히며 반발하였다.
2013년 8월 30일 창원시는 성산구 행정과장인 이용암을 새야구장건립사업단 단장으로 임명하였다. 9월 2일 창원시는 새 야구장 건설을 위한 세번째 지방재정중앙투융자심사를 신청하였다. 이번 지방재정중앙투융자심사에서 창원시는 야구장 규모를 고정석 18,000석, 잔디석 4,000석으로 22,000석으로 줄이고 기존 마산 야구장에는 판매시설, 극장 등을 유치하여 수익을 창출 하겠다는 내용으로 건설계획을 수립하여 제출하였다. 9월 10일 박완수 창원시장은 정례 브리핑에서 재정지원 없이 KBO 요구대로 2만5천석 규모의 야구장을 지으려면 NC 다이노스가 비용을 투입하여야 한다고 말했다. 이에 KBO는 9월 24일 '창원신축야구장 입지 타당성 재조사 결과 발표 및 간담회'를 개최하여 창원시의 보고서에 의문을 제기하며 "창원시민과 전문가 대다수가 창원의 신축야구장이 진해지역보다는 창원이나 마산지역에 건립되어야 한다고 생각하는 것으로 나타났다"라고 주장하였다. 그리고 창원시에 신축야구장의 입지를 변경할 것을 공식적으로 요청하는 공문을 발송하였다. 다음날인 9월 25일에는 선수협이 성명을 통해 야구장 부지의 장소를 재선정을 촉구하였다. 같은날 NC 다이노스 역시 창원시에 새 야구장 입지 변경을 공식적으로 요청하였다. 이에 9월 26일 창원시 김석기 창원제1부시장은 기자회견을 통해 “새 야구장 건립 방해 행위를 즉각 중단하라”고 촉구했다. 김 부시장은 “매번 전가의 보도처럼 ‘연고지 이전’을 운운하는데 당초 협약이행을 충실히 하고 있는 창원시의 노력을 방해하는 KBO와 NC가 만약 연고지를 이전한다면 그동안 마산구장 리모델링 비용을 비롯한 모든 투자 비용과 시민들 정서 피해에 대한 책임을 져야 할 것”이라고 밝히며 첨예하게 대립하였다. 창원시의 태도에 반발해 9월 27일부터 NC 다이노스 팬클럽에서 마산야구장에서 서명운동을 진행하였다. 9월 30일 박완수 창원시장은 확대간부회의에서  "야구장 문제만 하더라도 야구장을 지어주겠다는 약속만 했지 야구장 입지 결정에 대해서는 NC 다이노스나 KBO에 약속한 적이 없고 전적으로 창원시의 권한이다"고 밝혔다. 특히 "아직도 야구장 입지가 변경될 것이라는 기대를 하고 있는 일부 시민들이 있는 것 같은데 그 부분을 왜 이야기 못하고 충분히 차단시키지 못하고 설명을 못하는지 이해할 수 없다"고 발언했다. 10월 3일 진해발전추진위원회는 새 야구장 입지를 다른 곳으로 변경할 경우 창원시에서 진해구 분리를 추진하겠다고 밝혔다. 10월 8일 창원시의회는 제1차 본의회를 통해 조준택 의원이 발의한 ‘KBO와 NC의 새야구장 입지 변경요구 등 행정간섭 중단촉구 결의안‘을 총원 55명 중 찬성 31표, 반대 22표, 기권 1표, 불참석 1명으로 가결했다. 또한, 이날 오전 박완수 창원시장은 “갈등 해결에 도움이 된다면 KBO와 NC 대표와 언제든지 만날 생각이 있다”며 기자 간담회에서 밝혔다. 급기야 10월 14일 목동야구장에서 열린 넥센 히어로즈와 두산 베어스와의 준플레이오프 5차전 경기 전 창원시의회 의원들이 목동야구장을 기습방문하였고, 김성일 창원시의회 부의장이 양해영 KBO 사무총장에게 항의 서한을 전달하였다. 이 과정에서 보안요원과 실랑이를 벌인 사실이 알려지자, 시의회 홈페이지와 포털 뉴스페이지에서 여론이 악화되었다. 결국 10월 15일 NC 다이노스는 보도자료를 통해 야구장을 짓더라도 새 야구장에서 경기를 치르지 않겠다는 의도를 전해, 야구장 문제에 대해서 강경한 자세로 돌아섰다. 10월 16일 김성일 시의회 부의장을 비롯한 진해구 지역의원 7명이 NC 다이노스 구단을 방문할 예정이었지만, 여론이 악화되자 구단 방문을 취소하고 ‘KBO와 NC의 새 야구장 입지 변경요구 등 행정간섭 중단촉구 결의안’을 우편으로 발송하였다. 10월 17일에는 한국프로야구 10개 구단 사장들도 진해야구장이 건설되더라도 프로야구 구장으로 사용할 수 없다는 의견을 발표하였다. 10월 19일 창원시 의창구 용호동에서 NC 다이노스의 서포터즈인 '나인하트' 회원들이 야구장 부지 재선정 촉구 항의 집회를 개최하였다. 10월 24일 창원시 새야구장 건립계획안이 정부의 2013년도 제3차 지방재정중앙투융자심사에서 승인됐다.
창원야구장 건립계획안건이 지방재정중앙투융자심사를 통과를 하긴 하였지만, 12월 5일 국토교통부 중앙도시계획위원회 심의에서 창원시가 제출한 여좌지구 도시개발사업의 개발제한구역 일부 해제를 위한 도시관리계획 변경안에 대해 '보완후 재심의' 결정을 내렸다. 즉, 다시 심의를 받을 때 KBO 및 프로야구 제9구단이 해당 부지에 야구장 신축을 동의한다는 내용의 공식문서를 제출하도록 했다.

### 2014년
6.4 지방선거를 앞둔 2014년 초부터 울산야구협회에서 울산광역시 정치권에 NC 다이노스를 울산광역시로 유치해달라는 협조를 요청하였다. 이에 울산광역시의회 김종무 시의원은 "NC 다이노스의 연고지 이전은 아직까지 구단 측의 적극적인 의사가 밝혀지지 않았지만 만약 이전을 추진한다면 시의회 차원에서도 유치 노력하겠다"고 말했다. 이에 박맹우 울산시장은 1월 22일 프로야구단 ‘NC다이노스’의 울산유치 움직임과 관련해 “울산시가 ‘NC다이노스’ 유치를 공식적으로 거론하는 것은 시기에 적절치 않다”고 밝혔다. 하지만, “NC 다이노스와 경남 창원시 사이에 야구장 건립협의가 정리되지 않아 구단측이 새 연고지를 희망할 경우 울산시는 적극적이고 범시민적으로 유치를 추진할 것”이라고 덧붙였다. 울산광역시가 유치의사를 밝힌 직후에 NC 다이노스는 1월 22일 창원시에 '창원시 신규 야구장 건립 이행 확인 요청'이라는 제목의 공문을 보냈다. 이 공문은 2016년 3월까지 창원시 내에 야구장을 짓기로 한 약속을 확인하는 것으로 창원시를 압박하기 위한 것이라는 전망이 있다. 1월 26일에는 경상북도 포항시에서 경북야구협회장과 박승호 포항시장과의 면담에서 "창원시와 NC 측의 협상이 진행되고 있지만, 포항을 새 둥지로 결정한다면 대한야구협회장인 이병석 국회부의장, 박명재 국회의원 등과 협력해 모든 지원을 아끼지 않겠다"고 말하면서 포항시도 NC 다이노스 유치를 추진하겠다는 의사를 밝혔다. 그러자 1월 27일 김오영 경남도의회 의장이 포항시와 울산광역시의 NC 다이노스 유치에 대해서 "타 지자체들이 연고지 이전에 대해 경쟁적으로 발언하는 것은, 지자체간 지역갈등을 유발시키는 부적절한 월권적 행위”라고 말하였다. 2월 4일 조철현 창원시 안전행정국장은 "1월 29일 NC 다이노스 프로야구단에 진해 육군대학 부지에 추진 중인 새 야구장에 대한 사용 여부를 명확히 해 줄 것을 공식적으로 요구했다"고 밝혔다. 또한, "NC 다이노스가 새 야구장을 사용하지 않는다면 1천억 원이 넘는 예산을 투입해 건립할 필요가 없기 때문이다"고 설명했다. 이에 NC 다이노스는 2월 4일 공문을 통해서 2014년 6월 30일까지 구체적인 야구장 입지와 실행 계획을 요구하였다. 이에 진해구민들은 크게 반발했다. 김성찬 창원시의원은 창원시청 프레스센터에서 "새 야구장 입지 선정은 창원시 고유권한이자 이미 결정한 사항이므로 재논의가 될 수 없다"고 말했다. 창원 야구장 문제는 대한민국 제6회 지방 선거를 앞두고 '창원 도시철도'와 함께 창원시장 선거의 주요 쟁점으로 부상했다.
4월 7일 NC 다이노스의 대표 이태일, 단장 배석현, 전무 황순현이 인터뷰에서 새 야구장을 마산에 지어달라는 공식 입장을 발표했다. 이태일 대표는 "마산종합운동장은 사실상 정해진 기한 내 불가능해진 공기(工期)를 최대한 맞출 수 있는 유일한 대안"이라고 강조했으며, 배석현 단장은 "창원종합운동장이 마산종합운동장보다 나은 입지라는 용역 결과가 있지만 구단은 창원보다 마산을 더욱 선호한다"라고 말했다. 이에 창원시장 예비후보(안상수 허성무 배한성)들은 각각 안상수(“공약사항인 3개 권역의 대표로 구성된 ‘균형발전 위원회’를 설치하고 이를 통해 진해 시민의 여론을 수렴하고, NC 다이노스 등 야구인들과 협의를 통해 가장 빠른 기간 안에 가장 합리적인 해결방안을 찾도록 하겠다”) 허성무 “시민의 혈세가 대규모로 투입되는 사업인 만큼 야구장 입지는 정치적 고려보다 수요자의 입장을 우선 고려해야 할 문제이다. 진해지역 주민의 의사가 반영된다면, 입지변경도 전향적으로 검토해 볼 수 있다” 배한성 “행정의 일관성과 연속성을 위해서라도 진해에 건설돼야 한다는 점은 변함이 없지만, 절대 다수의 진해구민들이 원할 경우 시민들의 뜻에 따라 (입지 변경을) 전향적으로 검토하겠다”이라 답했다. 4월 9일에는 마산야구타운 조성 운동본부가 창원시청에서 기자회견을 통해 새 야구장의 입지를 마산으로 해야한다는 성명을 발표했다.
5월에는 창원시장 후보들이 야구장 입지선정을 재검토하겠다는 내용의 인터뷰를 하면서 쟁점이 됐다. 조영파 창원시장 예비후보는 "창원시장에 당선되면 야구장을 마산으로 옮기도록 하겠다"고 밝혔다. 허성무 예비후보는 마산이 새 야구장 입지로 적합하다며, 진해에는 야구장보다 더 좋은 무엇인가를 줘야한다고 강조했다. 안상수 창원시장 예비후보는 "야구장 문제는 취임하면 균형발전위원회를 만들겠다고 약속했는데 창원, 진해, 마산 대표들이 모여서 군발위를 구성해서 위원회를 중심으로 NC 다이노스와 진해주민 충분한 의견을 들어 위원회에서 결정하도록 하고 그것을 존중할 것이다"고 말했다. 6.4 지방선거의 결과로 안상수가 창원시장에 당선됨에 따라서, 창원야구장의 입지 선정에 있어서 창원시의 변화를 가져오게 되었고, 6월 29일 안상수 시장 당선자는 재정부담이 큰 대형사업은 재검토하겠다는 입장을 밝혔다. 마산종합운동장에 신축구장을 짓거나 NC 다이노스를 다른곳으로 보내는 방안 중 하나를 선택하겠다고 하였다.
7월 15일 창원시청에서 열린 화합 및 균형발전시민협의회 임시회에서 진해 옛 육군대학 부지에 산·학·연 첨단산업기술단지 조성계획을 발표됐다. 협의회에서 NC 다이노스의 배석현 단장은 "창원에서 계속 야구를 하고 싶다"라고 말하며 말을 아꼈으며, "NC가 창원을 연고지로 결정한 가장 큰 이유는 창단 5년내 새야구장 건립 약속이었다"라고 말했다. 반면 진해구 위원들은 거세게 반발했는데, 방종근 시의원은 "야구장을 도심외곽으로 이전하는 것이 세계적 추세"라고 말하며 마산으로 입지 변경을 반대했다. 8월 18일에 안상수 창원시장이 사실상 진해야구장 백지화를 선언했다. 입지 변경에 따른 진해구민의 보상책으로는 재료연구소 제2캠퍼스 조성, 전기추진시스템 연구개발 특화센터 건립과 대학유치 등을 내세웠다.
9월 4일 안상수 창원시장은 창원시청 프레스센터에서 기자회견을 열어 진해 육군대학부지에 건립할 계획이었던 NC 다이노스의 새 야구장을 마산종합운동장에 짓기로 최종 결정했다고 밝혔다. 또,“새 야구장으로 인한 갈등과 반목을 하루빨리 해소, 지역경제 활성화에 시정을 집중하기 위해 이런 결정을 내리게 됐다”고 설명했다. 그러한 창원야구장 입지 변경 결정은 진해지역 정치인들과 시민단체에서 거세게 항의를 시작하게 되었다. 반면, 마산지역의 시민 단체인 마산야구타운조성 시민운동본부는 9월 15일에 성명을 내고, "시정 최우선 과제를 두고 고심한 끝에 마산종합운동장을 새 야구장 입지로 결정한 안상수 창원시장과 관계 공무원의 용단에 감사한다"고 밝히며, 야구장 입지 변경 결정을 지지했다. 9월 16일 입지 변경에 항의해 김성일 시의원이 안상수 창원시장에게 계란을 투척했다. 이 사건 이후로 마산야구장의 부지 변경 대한 진해 지역 정치인과 시민단체들의 반대는 수그러 들었고, 9월 17일 창원시는 경남지방경찰청에 김성일 시의원을 폭행 및 모욕 혐의로 경찰에 고발했다. 9월 18일 국회에서 열린 새누리당 최고위원회의에서 이군현 새누리당 사무총장은 김성일 의원에 대해 징계요청 접수를 받았다며 응당한 조치를 하겠다고 밝혔다. 새누리당 경남도당은 9월 25일 안상수 창원시장에게 계란을 투척한, 김성일 창원시의원에게 ‘탈당 권유’ 조치를 내렸다. 이에 따라 김성일 의원은 새누리당적을 보유하기 어렵게 됐다. 경남경찰청 수사과는 9월 25일 김성일 의원에게 출석을 요구해 3시간 동안 조사를 벌였다. 9월 26일 오후에 김성일 의원에 대해 공무집행 방해 및 상해 혐의로 구속영장을 신청했다.
안상수 창원시장은 10월 16일부터 18일까지 일본 히로시마를 방문했다. 이를 통해 착공에 앞서 해외도시의 야구장 건립 노하우, 운영실태, 활용현황 등을 벤치마킹 하겠다는 것이었다. 11월 14일 창원지방검찰청은 창원지법 제123호 법정에서 제1형사단독 정진원 부장판사 심리로 열린 공판에서 안상수 경남 창원시장에게 계란을 던진 혐의로 구속기소된 김성일 창원시의원에 대해 징역 1년 6월을 구형했다. 김성일 의원은 최후 진술에서 "날계란을 투척해 물의를 일으킨 점 크게 반성하고 있고 구금생활하면서 사죄하는 의미로 108배를 올리고 있다"며 "앞으로 의회폭력이 일어나지 않도록 다짐하고 지역 발전을 이뤄내겠다"고 호소했다. 12월 10일 창원시의회 예산결산특별위원회는 NC 다이노스의 새 야구장 입지에 관한 공유재산 관리계획안을 절차가 잘못 되었다는 이유로 심사보류하고 관련 예산을 전액 삭감하였다고 밝혔다. 12월 22일 국회 본회의에서 '국민체육진흥법 개정법률안'이 통과됨에 따라 새야구장 건립에 따른 국비 확보 근거가 됐다. 이에 따라서 새 야구장 건설에 필요한 사업비 1,100억원 중 290억원을 국비로 확보가 가능하게 되었다.

### 2015년
2015년 3월 14일 창원시의회의 임시회에서 새 야구장 입지를 진해구 옛 육군대학 터에서 마산회원구 마산종합운동장 부지로 옮기는 내용이 포함된 공유재산 관리계획안(이하 관리계획안)을 표결끝에 가결되면서 '마산 야구장' 건립이 확정됐다. 재석 의원 42명중 23명이 찬성, 19명은 반대했다. 또한, 직후에 상정된 야구장 건립 행정비용 23억270만원이 포함된 2015년 1회 추가경정예산 464억원은 표결없이 만장일치로 통과됐다.
7월 6일부터 7월 8일까지 안상수 창원시장은 중앙부처 및 국회를 잇따라 방문, 국비 지원을 요청했다. 또한, 새누리당 김무성 대표를 만나 새 야구장 건립을 위한 국비 지원을 요청했다. 김무성은“창원시가 3개시 통합 갈등을 딛고 하나가 될 수 있도록 새 야구장 건립을 건립하는데 국비지원이 될 수 있도록 적극 협조하겠다”고 했다. 경상남도와 창원시 간의 갈등으로인해 경상남도가  창원야구장 신축에 필요한 도비 200억원 지원을 거부하면서 야구장 신축에 차질이 생기게 됐다. 홍준표 경남도지사가 도비를 지원하지 않겠다는 입장을 밝힌데 이어 4월에 공문을 통해 창원시의 야구장 신축에 대해 ‘도비 지원 불가’란 입장을 밝혔다. 7월 24일 창원 새 야구장 건립 사업이 행정자치부의 지방재정 투자사업 심사를 통과했다. 예산은 국비 290억원(23.4%), 도비 200억원(16.1%), 시비 650억원(52.4%), 민간(NC 다이노스) 100억원(8.1%) 등 1240억원이다. 다만, 도비 200억원은 경상남도와 지속적으로 협의가 되어야 했다. 8월 12일에는 신축 창원야구장 설계공모의 접수 일체를 종료하고 종료 직후 심사위원 9명 선발도 함께 마쳤다.
11월 24일 국회 교육문화체육관광위원회 예비심사에서 예산심사 소위가 반영한 60억 원의 창원 새야구장 건립 국비를 통과됐다.

### 2016년
창원시는 2016년 3월말까지 철거 설계를 완료해 6월부터 마산종합운동장 주경기장을 철거할 방침이다. 본공사는 9월에 착공할 예정이다. 창원시는 철거에 앞서 소망타일 갖기운동을 실시해 참여자가 소망을 적어 제출하면 타일에 새겨 경기장 외야 벽면에 부착하는 방법으로 야구장 건립에 동참할 기회를 부여하기로 했다.
3월 20일 창원시는 5월말부터 마산종합운동장을 철거를 시작해, 8월말까지 마무리하고 10월말까지 터 정리를 마친 뒤 새 야구장 기초공사인 터파기에 들어갈 예정이라고 밝혔다. 마산종합운동장 건물에 입주한 차량등록사업소, 마산문화원, 자연보호마산지역협의회 등 10여곳이 넘는 기관·단체는 4월말까지 이전한다고 밝혔다.
5월 21일 ‘창원마산야구장 건립공사 기공식’이 삼성 라이온즈의 경기를 앞두고 열렸다. 기공식에 참석한 안상수 창원시장은 “새롭게 조성될 창원마산야구장이 창원시민은 물론, 전국의 야구팬들이 꼭 가고 싶은 야구장이자 문화와 관광, 스포츠가 함께 어우러진 전국 최고의 관광명소로 건립될 수 있도록 최선을 다하겠다”고 소감을 밝혔다.
8월 10일 창원시는‘창원마산야구장’건립사업이 중앙 지방재정투자사업 심사를 최종 통과했다고 밝혔다.

### 2017년
2017년 5월 3일 더불어민주당 대선후보인 문재인 후보가 창원을 찾았다. 문재인 후보는 마산합포구 오동동을 찾아 새 마산야구장 건립에 필요한 도비 200억 원 지원을 약속했다. 문재인 후보는 "창원 시민, 특히 마산 아재들 야구 사랑이 전국 최고인 건 누구나 다 아는 사실"이라면서 "그러나 창원시는 마산야구장 건립에 필요한 준비가 다 됐는데 경남도가 반대해 도비 확보가 무산됐다"고 자유한국당 홍준표 후보를 직격했다. 이에 "대통령이 되면 이 문제 책임지고 추진하겠다"면서 "야구를 사랑하는 창원 시민께 메이저리그 구장 부럽지 않은 야구장을 선물하겠다"고 약속하였다.

### 2018년
2018년 3월까지 공정률 40%로 공사가 순조롭게 진행되고 있다.

## 2군구장 관련 논란
NC 다이노스는 2013년부터 2014년까지 진해 공설 야구장에서 퓨처스 리그를 진행하고 2015년부터는 경상남도 고성군 마암면 보전리 일대에 2군 구장을 건설하여 2군 훈련을 진행하고자 하기 위해 2012년 1월 고성군과 양해각서를 체결했다.
하지만 창원시의 반발로 2군구장 공사는 진행되지 못하고 있는 상황이며, 현재 사용중인 진해 공설 야구장은 야간 조명탑 부재, 잔디 부재 등을 이유로 KBO는 진해 공설 야구장을 2군 경기장으로서 불합격 처리하였다. 이후 NC 다이노스는 2013년 5월부터 진해공설야구장 대신 대구광역시의 희성전자 야구장을 사용하기로 합의하였으나 삼성 라이온즈 등과의 마찰 등 만약의 사태를 피하기 위해 포항야구장을 이용하기로 한 상태이다. 1군 홈 구장 문제가 완전히 해결되지 않게 되면서 이후 NC 구단 측이 적극적으로 사업추진에 나서지 않자 2012년 12월 용역을 중단했다. 사업 추진 의사가 있는지를 묻는 고성군의 질의에 NC 구단 측은 지난 4월 '잠정적 철회'를 통보한 데 이어 7월에는 사업을 백지화한다는 내용의 공문을 보냈다. 결국 고성군에 세우려고 했던 계획은 백지화되었다.
결국 2013년 11월 12일 2014시즌부터 경상북도 포항시에 있는 포항야구장을 2군 홈구장으로 사용하기로 확정했다. 그리고 기존에 2군 훈련장 입지였던 경상남도 고성군의 다이노스 베이스볼 파크와 경상남도 남해군의 남해스포츠파크 야구장은 무산되었다. 그리고 경상남도 창원시 진해구에 있는 진해공설야구장은 잔류군이 사용하기로 했다.
2014년 11월 17일 NC 다이노스는 2015년 퓨처스 리그 경기를 고양스포츠타운 야구장에서 진행하기로 하였다고 발표하였다. NC 다이노스의 한 구단 관계자는 "10월 중순경 고양시로부터 제안이 왔다. 원더스가 쓰던 곳이라 실내 훈련장이 있고, 그라운드 컨디션도 괜찮았다. 고양시에서 요구가 먼저 왔고, 조건이 좋아 결정하게 됐다"라고 밝혔다.
창원NC파크의 개장 후에는 기존 마산종합운동장 야구장을 2군 구장으로 이용하고 있다. 고양 국가대표 야구훈련장은 키움 히어로즈 2군이 이용하기로 했다.

## NC 다이노스 연고지 이전 논란
창원야구장은 현재 그린벨트 지역으로 묶여 있어 NC와 창원시가 원만하게 야구장 갈등이 해결 될 때까지는 국토교통부가 이를 유보한 상태이다. 창원시가 현재 창원야구장에 대한 건립이 계속 지체되고 있는 가운데, 박맹우 울산시장이 최근 NC 다이노스를 울산에 유치를 희망한 상태이다. 그는 창원시와 NC의 야구장 갈등 문제의 흐름을 지켜본다는 것과, NC가 새 연고지를 찾을 경우 울산이 최적지라는 입장을 밝혀왔다. 현재 울산 뿐만 아니라 경북 포항시도 유치를 희망한다는 의사를 표명했다. 또한, 성남시와 고양시도 프로야구단을 유치하겠다는 의사를 밝혔다. 그러나 NC는 이러한 연고지 이전 논란은 구단의 뜻과는 아무런 관련이 없다고 밝힌 상태이다.

## 같이 보기
- 창원NC파크
- NC 다이노스
- 창원시
- 한국야구위원회
- 박완수
- 안상수
- 홍준표